# Georges Turlier
Georges Turlier (* 16. Juli 1931 in Saint-Hilaire-Fontaine) ist ein ehemaliger französischer Kanute.

## Erfolge
Georges Turlier gewann bei den Olympischen Spielen 1952 in Helsinki die Goldmedaille im Zweier-Canadier. Auf der 10.000-Meter-Strecke starteten er und Jean Laudet in einer neun Boote umfassenden Konkurrenz, die sie in einer Rennzeit von 54:08,3 Minuten als Olympiasieger abschlossen. Sie kamen mit einem Vorsprung von 1,6 Sekunden vor den zweitplatzierten Kanadiern Kenneth Lane und Donald Hawgood und einem Vorsprung von 19,8 Sekunden auf die Deutschen Egon Drews und Wilfried Soltau ins Ziel.
1959 war Turlier im Wildwasserrennsport erfolgreich. Bei den Weltmeisterschaften in Treignac wurde er mit Georges Dransart im Zweier-Canadier Weltmeister. Ein Jahr darauf kam es in Rom zu seiner zweiten Olympiateilnahme, diesmal im Zweier-Canadier über die 1000-Meter-Distanz. Gemeinsam mit Michel Picard qualifizierte er sich als Zweiter seines Vorlaufs für das Finale, in dem die beiden nicht über den achten und damit vorletzten Platz hinauskamen.